# Siegbach (Aar)
Der (auch die) Siegbach ist mit gut 12 km, über den Bach von Wallenfels (Hirschbach) sogar 14,4 km Länge und einem Einzugsgebiet von knapp 30 km² der mit Abstand längste und wasserreichste Nebenfluss der Aar im Lahn-Dill-Kreis, Mittelhessen. Er verläuft ganz im Gladenbacher Bergland und mündet von rechts.

## Geographie

### Verlauf

#### Quellverlauf
Der Bach von Wallenfels entspringt in knapp 600 m Höhe, unmittelbar am Nordosthang der 609 m hohen Angelburg im Zentrum der Bottenhorner Hochflächen, dem Höhenschwerpunkt des Gladenbacher Berglandes, nur 600 m nordnordöstlich der Gansbach-Quelle. Nach einem kurzen Quelllauf in östliche Richtungen fließt der Bach nach Süden ab und passiert nordwestlich des 564 m hohen Würgelohs Wallenfels, Gemeinde Siegbach, um östlich des 590 m hohen Schmittgrundes mit dem an der Nordflanke des zuletzt genannten Berges in knapp 560 m entsprungenen rechten, deutlich kürzeren Quellbach zusammenzufließen. Auf amtlichen Karten ist meistens der längere Quellbach als Siegbach eingezeichnet, jedoch führt das Hessische Landesamt für Naturschutz, Umwelt und Geologie den kürzeren Quellbach als nominellen.

#### Unter- und Oberlauf

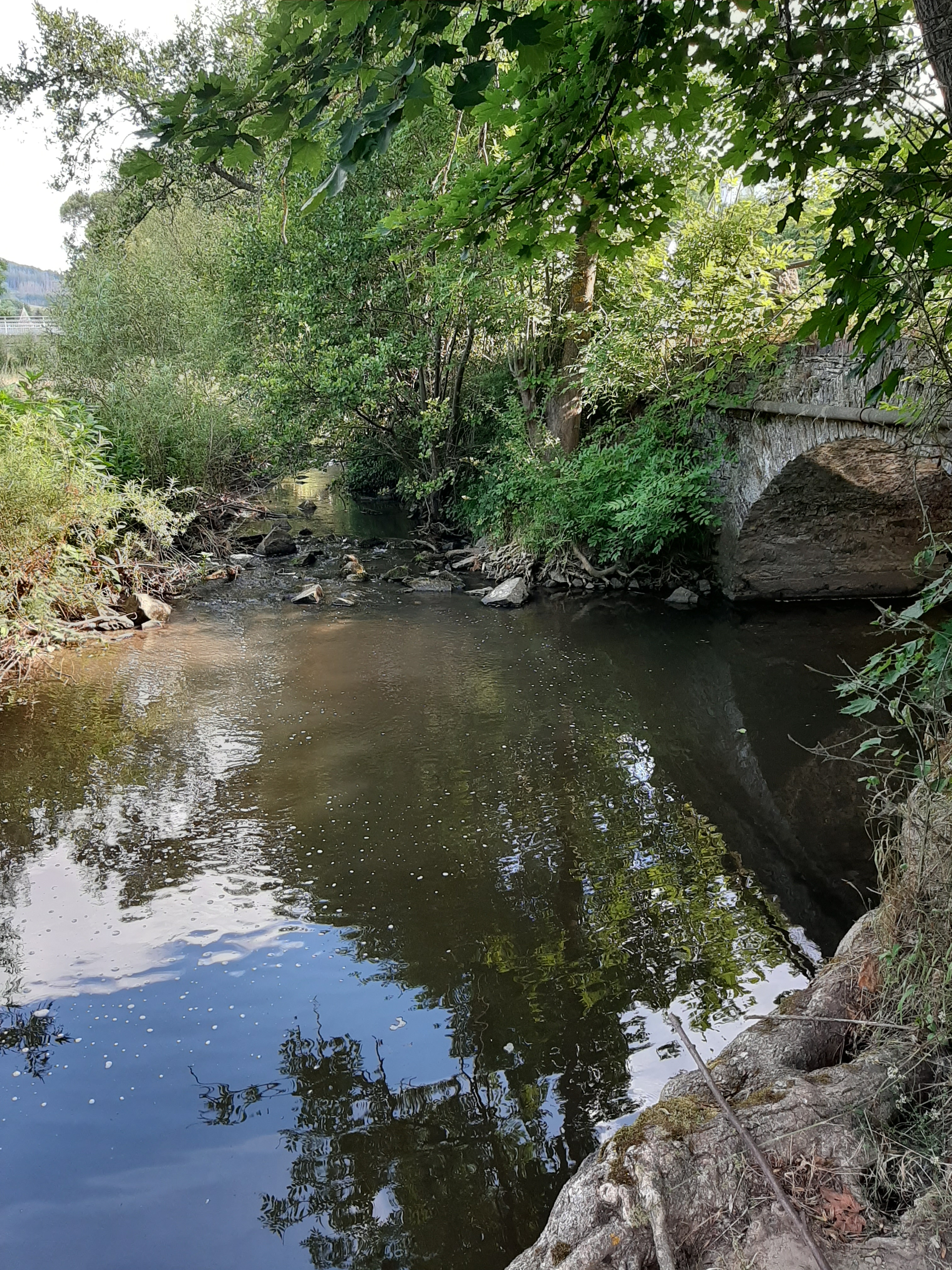
Mündung des Siegbachs in die Aar (von rechts nach links fließend)

Der junge Fluss fließt in den Naturraum Zollbuche, dessen äußersten Westen er im Folgenden in südliche Richtungen durchfließen wird. Dabei passiert er die Ortsteile Tringenstein und Oberndorf in etwa je 1 km östlicher Entfernung, um schließlich den Siegbacher Gemeindesitz Eisemroth und, weiter flussabwärts, den Ortsteil Übernthal zu durchfließen.
Nach einer Windung in Form eines nach Südsüdwesten offenen Halbkreises im Uhrzeigersinn zweigt nach links ein etwa 0,9 km langer Nebenarm ab, dem sogleich von Richtung Günterod, also Norden bis Nordosten, der Frommeröder Bach zufließt, der über den offiziellen, linken seiner drei Quellbäche 2,5 km, über den mittleren, der Landesstraße 3049 folgenden, sogar 3,2 km lang ist.
Nach dem Zusammenfließen ihrer beiden Arme in südliche Richtungen fließt der Siegbach schließlich in Bischoffen von rechts in die Aar, nur gut 600 m unterhalb des südöstlich gelegenen Aartalsees.

### Zuflüsse

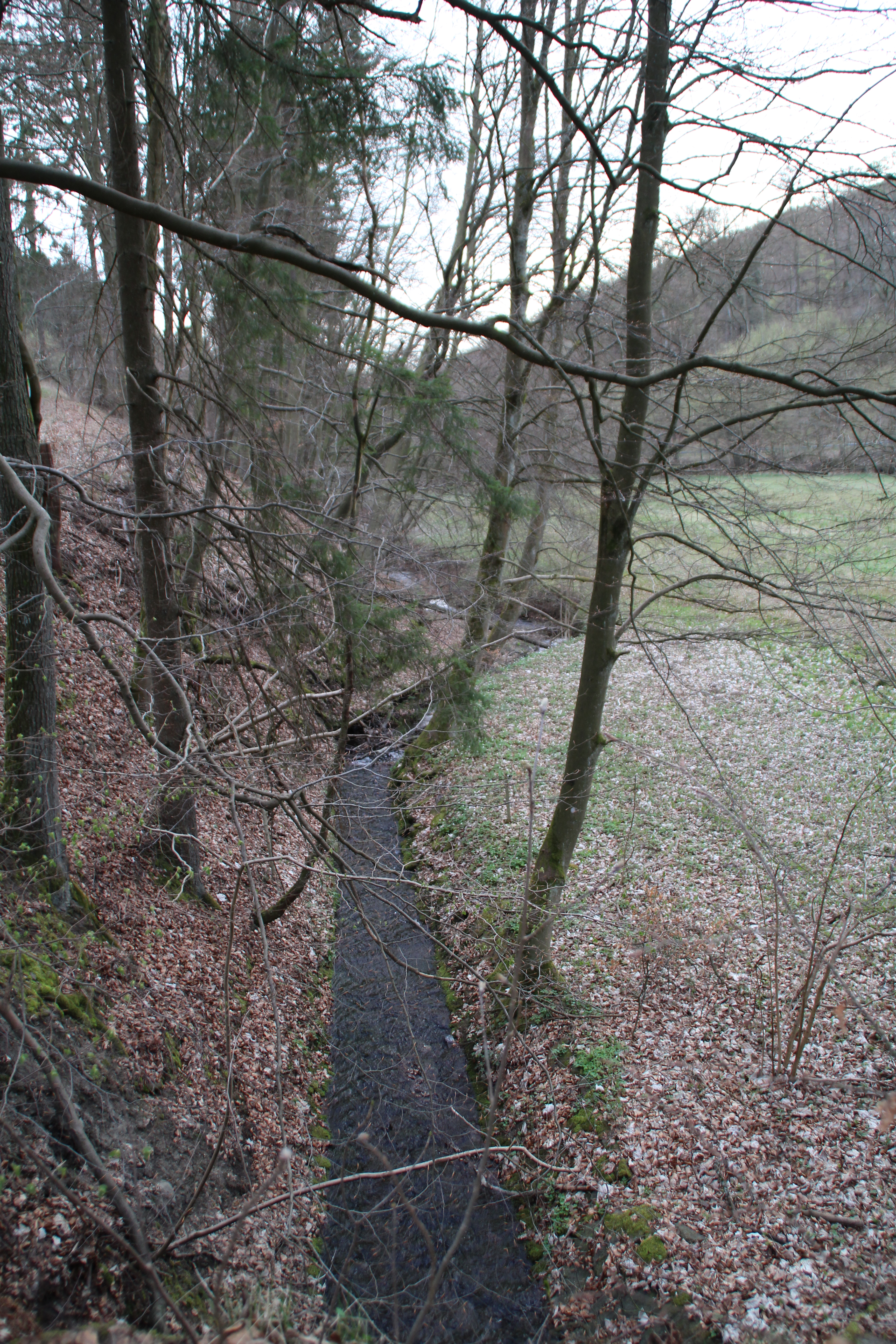
Der Hirschbach, kurz vor der Mündung

- Hirschbach (links), 3,7 km; eigentlicher Hauptquellarm
- Tringensteinerbach (rechts), 2,0 km
- Struthbach (rechts), 2,4 km
- Deutersbach (rechts), 1,9 km
- Grorbach (rechts), 0,9 km
- Zaubach (rechts), 0,7 km
- Binbach (mit Klingelfloss) (links), 2,3 km
- Frommröder Bach (links), 2,5 km